# Liste der Biografien/Frip
Liste der Biografien |
Portal Biografien |
Personensuche
# |
A |
B |
C |
D |
E |
F |
G |
H |
I |
J |
K |
L |
M |
N |
O |
P |
Q |
R |
S |
T |
U |
V |
W |
X |
Y |
Z |
?
 
Fa |
Fe |
Ff |
Fh |
Fi |
Fj |
Fk |
Fl |
Fm |
Fn |
Fo |
Fr |
Ft |
Fu |
Fy
 
Fra |
Frc |
Fre |
Frg |
Fri |
Frk |
Frl |
Fro |
Fru |
Fry
 
Fria |
Frib |
Fric |
Frid |
Frie |
Frig |
Frih |
Frii |
Frij |
Frik |
Fril |
Frim |
Frin |
Frio |
Frip |
Frir |
Fris |
Frit |
Friv |
Friz
Die Liste der Biografien führt alle Personen auf, die in der deutschsprachigen Wikipedia einen Artikel haben. Dieses ist eine Teilliste mit 4 Einträgen von Personen, deren Namen mit den Buchstaben „Frip“ beginnt.

## Frip

### Fripa
- Fripan, Daniel (* 1984), deutscher Schauspieler

### Fripp
- Fripp, Alfred Ernest (1866–1938), kanadischer Rechtsanwalt und Politiker, Senator für Ontario
- Fripp, Kim (1952–2023), kanadischer Skispringer
- Fripp, Robert (* 1946), britischer Gitarrist und KomponistRobert Fripp (* 1946)

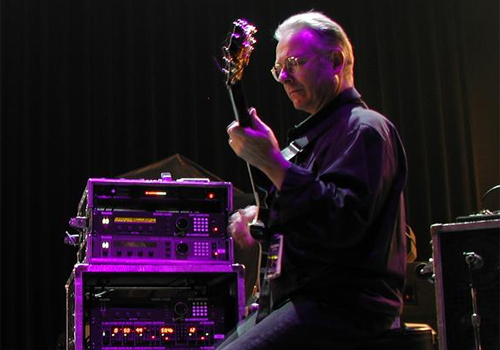
Robert Fripp (* 1946)